# Entergraven
De Entergraven is een beek die begint tussen Enter en Goor in de Nederlandse provincie Overijssel.
De beek stroomt langs Enter naar de Boven-Regge. Bijna aan het eind voegt de Elsgraven die vanuit Elsen komt, zich bij de Entergraven.